# ناحیه هی، میشیگان
ناحیه هی (به انگلیسی: Hay Township) یک منطقهٔ مسکونی در ایالات متحده آمریکا است که در شهرستان گلدوین، میشیگان واقع شده‌است.
 ناحیه هی ۵۸٫۸ کیلومتر مربع مساحت و ۱٬۴۰۲ نفر جمعیت دارد و ۲۱۲ متر بالاتر از سطح دریا واقع شده‌است.